# Ígor Trandenkov
Ígor Trandenkov (San Petersburgo, Rusia, 17 de agosto de 1966) es un atleta ruso ya retirado, especializado en la prueba de salto con pértiga, en la que llegó a ser medallista de bronce mundial en 1993 y dos veces subcampeón olímpico en 1992 y 1996.

## Carrera deportiva
En el Mundial de Stuttgart 1993 ganó la medalla de bronce en salto con pértiga, saltando los 5.80 metros, por detrás del ucraniano Serguei Bubka (oro con 6.00 metros que fue récord de los campeonatos) y el kazajo Grigori Yegorov.
Y ganó dos veces la medalla de plata olímpica, en Barcelona 1992 —representando al Equipo Unificado, tras Maksim Tarasov también del Equipo Unificado y por delante del español Javier García— y en Atlanta 1996, tras el francés Jean Galfione y por delante del alemán Andrei Tivontchik.